# Барышников, Николай Иванович
Никола́й Ива́нович Бары́шников (14 декабря 1922, Бутурлиновка — 19 февраля 2011, Санкт-Петербург) — советский и российский военный историк. Доктор исторических наук (1981), профессор. Полковник. Ветеран Великой Отечественной войны.

## Биография
Родился в городе Бутурлиновка (ныне — Воронежской области). В 1940 году, после окончания средней школы, был призван на службу в армию.
Во время войны служил на радиолокационной станции ПВО Ленинградского фронта, участвовал в обороне Ленинграда.
В 1949 году, продолжая военную службу, окончил исторический факультет Ленинградского государственного университета и был переведён в Политическое управление ЛВО, где занимался анализом обстановки в Финляндии.
В 1962 году защитил диссертацию на соискание учёной степени кандидата исторических наук по теме « Коренные изменения во взаимоотношениях между Советским Союзом и Финляндией в послевоенные годы (1944—1962)».
После этого окончил службу в политическом управлении и стал преподавать в Ленинградском высшем инженерно-строительном училище имени А. Н. Комаровского (с 1967 года — доцент кафедры истории).
В 1981 году защитил диссертацию на соискание учёной степени доктора исторических наук по теме «Проблема обеспечения безопасности и защиты Ленинграда с севера в годы Второй мировой войны».
В 1990—2000-х годах преподавал в Северо-Западной академии государственной службы (СЗАГС) в Санкт-Петербурге. Являлся членом проблемного совета «Российская Федерация в годы Второй Мировой войны», Академии военно-исторических наук, вице-президентом Ассоциации историков блокады и битвы за Ленинград.
Сфера научных интересов: история Второй мировой войны, история Финляндии. Автор около 200 публикаций, посвящённых малоизвестным страницам истории Второй мировой войны, битве за Ленинград, а также истории российско-финляндских отношений.
Сын — историк В. Н. Барышников (род. 1959).

## Научные труды
- Барышников Н. И., Барышников В. Н. Финляндия во Второй мировой войне. — Л., 1985
- Барышников Н. И., Барышников В. Н., Федоров В. Г. Финляндия во второй мировой войне. — Л.: Лениздат, 1989. — 336 с, ил. — 9 000 экз. — ISBN 5-289-00257-X
- Алексеенко А. Е., Барышников Н. И., Белозеров Б. П. Ленинград в борьбе месяц за месяцем, 1941—1944 / под ред Дзенискевича А. Р. — СПб.: Ланс, 1994. — 394 с. — (Блокада Ленинграда — Воспоминания, записки). — ISBN 5-86379-001-6.
- Зимняя война. Политическая история. — М., 1998.
- Блокада Ленинграда и Финляндия. 1941—1944. Санкт-Петербург—Хельсинки, JOHAN BECKMAN INSTITUTE, 2002[4]
  - Finland and the siege of Leningrad 1941—1944. — Helsinki; St. Petersburg, 2005
- Leningradin piiritys ja Suomi 1941—1944. — Helsinki; Pietari, 2003
- Барышников Н. И., Барышников В. Н. Рождение и крах «терийокского правительства» (1939—1940). — СПб.; Хельсинки, 2003
- На защите Ленинграда: Обеспечение безопасности и оборона города с севера в годы Второй мировой войны
- Маннергейм без ретуши. 1940—1941 гг. — СПб.; Хельсинки, 2004
  - Mannerheim without the mask 1940—1944. Helsinki; St. Petersburg, 2005
- Пять мифов в военной истории Финляндии. 1940—1944 гг.. — СПб.: Изд-во СЗАГС, 2007. 175 с.
- Финляндия: Из истории военного времени 1939—1944. — СПб., 2010
- Барышников Н. И., Лайдинен Э. П. Избранное. Из истории советско-финляндских отношений. — СПб.: Издательство РХГА, 2013. — 495 с. : ил., [16] с. ил. ISBN 978-5-88812-621-9